# Cussetia
Cussetia là một chi thực vật có hoa trong họ Podostemaceae.

## Loài
Chi Cussetia gồm các loài: